# 特里塔區
6°10′23″S 77°55′48″W / 6.17306°S 77.93000°W
特里塔區（西班牙語：Distrito de Trita），是秘魯的一個區，位於該國北部亞馬遜大區的盧亞省，始建於1960年2月12日，面積12.7平方公里，2005年人口1,392，人口密度每平方公里109.8人。